# تئوری دینامیک پراش
تئوری دینامیکی پراش برهمکنش امواج با یک شبکه منظم را توصیف می کند. میدان‌های موجی که به طور سنتی توصیف می‌شوند، پرتوهای ایکس، نوترون‌ها یا الکترون‌ها هستند و شبکه‌های معمولی ساختارهای کریستالی اتمی یا چندلایه‌ای در مقیاس نانومتری یا سیستم‌های خودآرایی هستند. در یک مفهوم گسترده تر، درمان مشابه به برهمکنش نور با مواد باند شکاف نوری یا مشکلات موج مرتبط در آکوستیک مربوط می شود. بخش های زیر به پراش دینامیکی اشعه ایکس می پردازد.

## اصل
تئوری دینامیکی پراش میدان موج را در پتانسیل تناوبی کریستال در نظر می گیرد و تمام اثرات پراکندگی چندگانه را در نظر می گیرد. برخلاف نظریه سینماتیکی پراش که موقعیت تقریبی قله های پراش براگ یا لائو را در فضای متقابل توصیف می کند، نظریه دینامیکی شکست، شکل و عرض قله ها، خاموشی و اثرات تداخل را تصحیح می کند. نمایش‌های گرافیکی در سطوح پراکندگی در اطراف نقاط شبکه متقابل که شرایط مرزی را در رابط کریستالی برآورده می‌کنند، توصیف می‌شوند.

## نتایج
پتانسیل کریستالی به خودی خود منجر به شکست و انعکاس چشمگیر امواج در سطح مشترک به کریستال می شود و ضریب شکست را از بازتاب براگ تحویل می دهد. همچنین انکسار در شرایط براگ و ترکیب براگ و انعکاس چشمی در هندسه‌های بروز چرا را تصحیح می‌کند.
بازتاب براگ شکافتن سطح پراکندگی در مرز ناحیه بریلوئن در فضای متقابل است. یک شکاف بین سطوح پراکندگی وجود دارد که در آن هیچ امواج سیار مجاز نیستند. برای یک کریستال غیرجذب، منحنی بازتاب طیفی از بازتاب کل را نشان می‌دهد که به اصطلاح فلات داروین نامیده می‌شود. با توجه به انرژی مکانیکی کوانتومی سیستم، این منجر به ساختار شکاف نواری می شود که معمولاً برای الکترون ها شناخته شده است.
پس از پراش Laue، شدت از پرتو پراش جلو به پرتو پراش براگ تا زمان خاموش شدن جابجا می شود. پرتو پراش شده خود شرایط براگ را برآورده می کند و شدت را به جهت اولیه برمی گرداند. این دوره رفت و برگشت را دوره پندلوسانگ می نامند.
طول انقراض مربوط به دوره Pendellösung است. حتی اگر یک کریستال بی نهایت ضخامت داشته باشد، تنها حجم کریستال در طول انقراض نقش قابل توجهی در پراش در هندسه براگ دارد.
در هندسه لائو، مسیرهای پرتو در داخل مثلث بورمن قرار دارند. حاشیه های کاتو الگوهای شدت ناشی از اثرات Pendellösung در سطح خروجی کریستال هستند.
اثرات جذب غیرعادی به دلیل الگوهای موج ایستاده از دو میدان موج رخ می دهد. اگر موج ایستاده ضد گره های خود را در صفحات شبکه، یعنی جایی که اتم های جاذب هستند، داشته باشد، قوی تر است و اگر ضد گره ها بین صفحات جابجا شوند، ضعیف تر است. موج ایستاده در هر طرف فلات داروین از یک حالت به حالت دیگر تغییر می کند که به دومی شکل نامتقارن می دهد.

## کاربرد
- X-ray diffraction
- Neutron diffraction
- Electron diffraction and transmission electron microscopy
- Structure determination in crystallography
- grazing incidence diffraction
- X-ray standing waves
- neutron and X-ray interferometry.
- synchrotron crystal optics
- neutron and X-ray diffraction topography
- X-ray imaging
- Crystal monochromators
- Electronic band structures